# Abercorn (Québec)
Abercorn è un villaggio del Canada, situato nella provincia del Québec, nella regione di Montérégie.